# Lord Glacier
Lord Glacier är en glaciär i Antarktis. Den ligger i Västantarktis. Inget land gör anspråk på området. Lord Glacier ligger 208 meter över havet.
Terrängen runt Lord Glacier är platt åt nordväst, men åt sydost är den kuperad. Trakten är obefolkad. Det finns inga samhällen i närheten.